# Distrikt Indiana
Der Distrikt Indiana befindet sich in der Provinz Maynas in der Region Loreto in Nordost-Peru. Der Distrikt wurde am 21. Dezember 1943 gegründet. Der Distrikt hat eine Fläche von 3366 km². Beim Zensus 2017 lebten 11.648 Einwohner im Distrikt. Im Jahr 1993 lag die Einwohnerzahl bei 13.508, im Jahr 2007 bei 12.198. Verwaltungssitz ist die 105 m hoch am linken Flussufer des Amazonas gelegene Stadt Indiana mit 4400 Einwohnern (Stand 2017). Indiana liegt 35 km nordöstlich der Provinz- und Regionshauptstadt Iquitos.

## Geographische Lage
Der Distrikt Indiana liegt im peruanischen Amazonasgebiet im zentralen Südosten der Provinz Maynas. Er hat eine maximale Längsausdehnung in Nord-Süd-Richtung von etwa 115 km sowie eine maximale Breite von 47 km. Der Amazonas durchquert den äußersten Norden des Distrikts in östlicher Richtung. Das Einzugsgebiet des Río Maniti, ein rechter Nebenfluss des Amazonas, bildet einen Großteil des Distrikts.
Der Distrikt Indiana grenzt im Südwesten an den Distrikt Fernando Lores, im Nordwesten an die Distrikte Belén und Punchana, im Norden an den Distrikt Mazán, im Osten an den Distrikt Las Amazonas sowie im äußersten Süden an den Distrikt Yavarí.